# Nupserha thibetana
Nupserha thibetana là một loài bọ cánh cứng trong họ Cerambycidae.